# 강유은
강유은(1987년 1월 31일 ~ )은 대한민국의 가수이다.

## 경력
- 2006년 그룹 '달래음악단' 멤버